# Synagoge (Eichstetten)

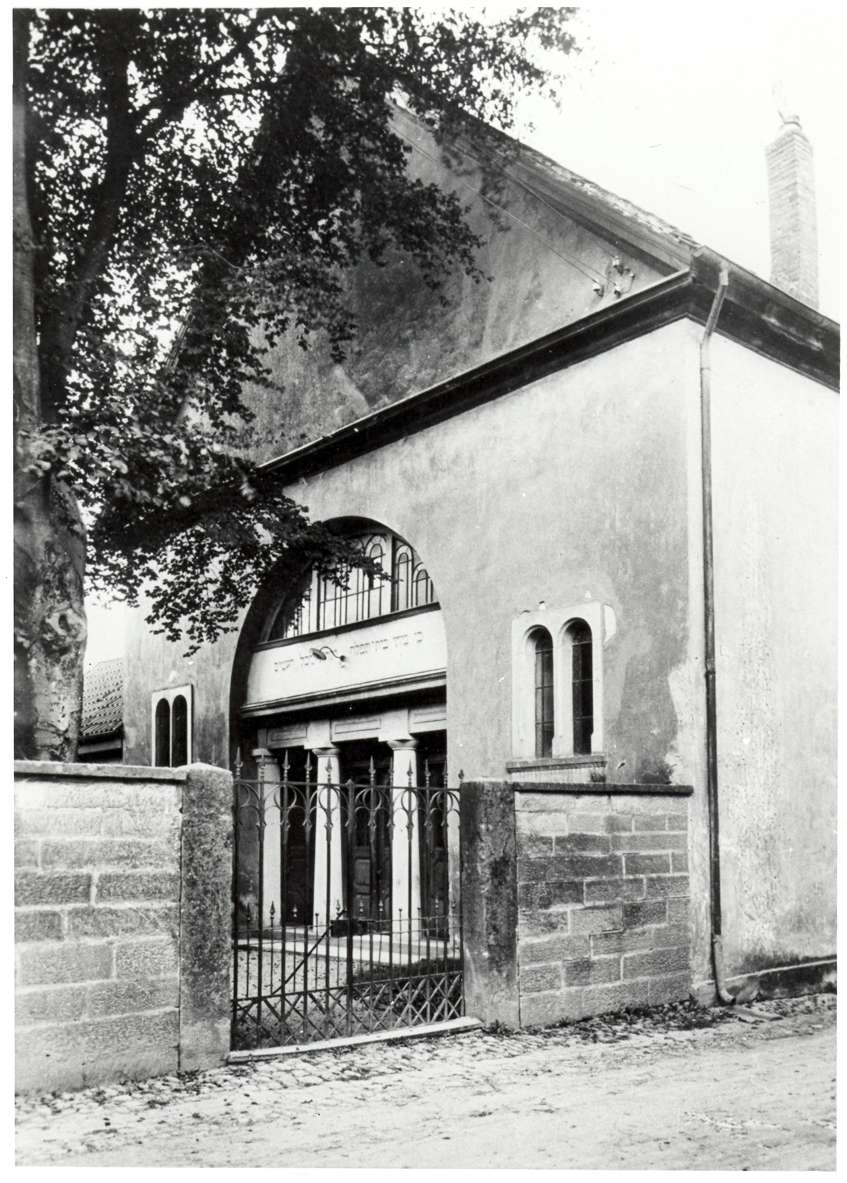
Synagoge in Eichstetten (Foto vom Landesarchiv Baden-Württemberg)

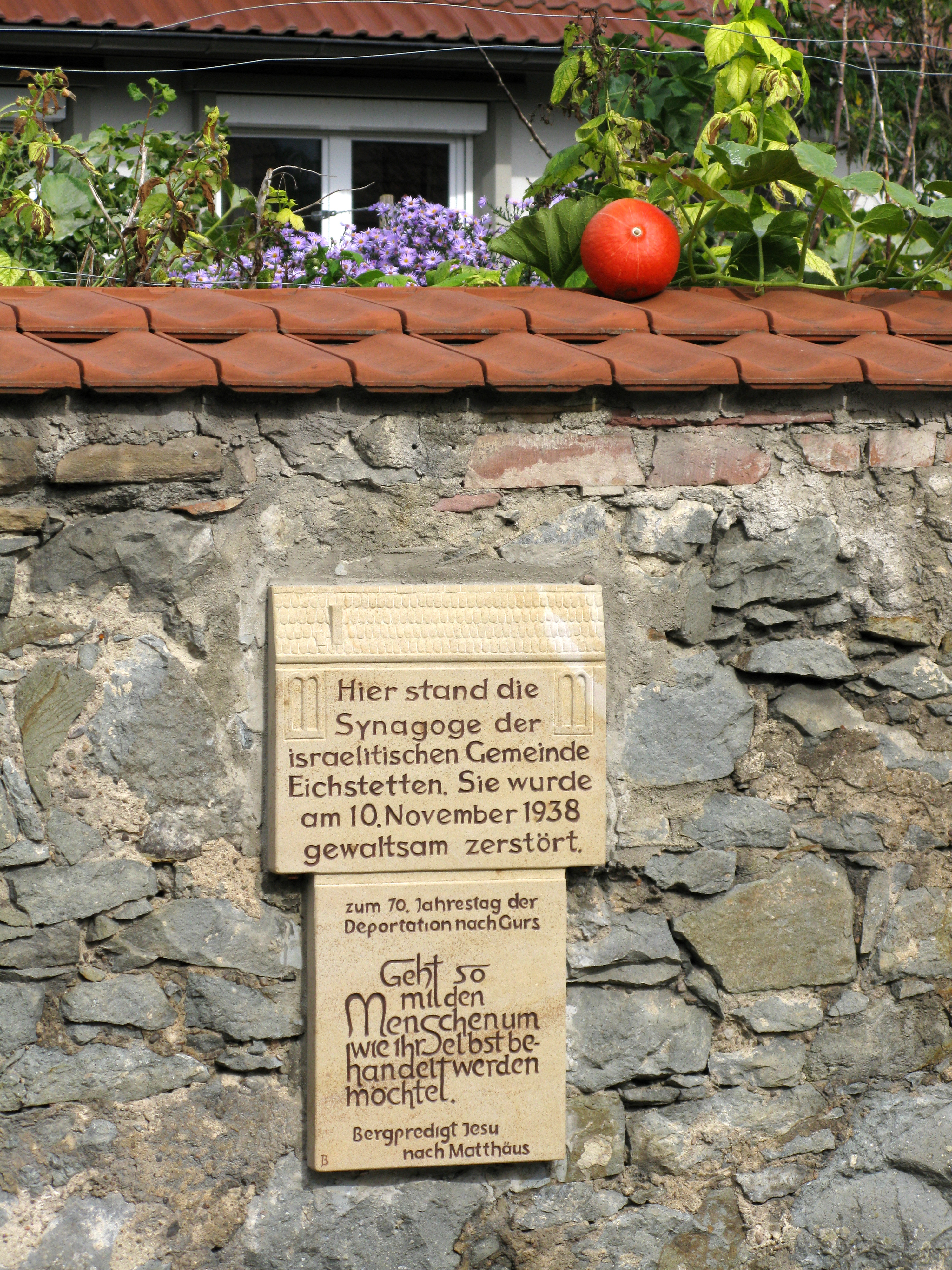
Gedenktafel

Die Synagoge in Eichstetten, einer Gemeinde im Landkreis Breisgau-Hochschwarzwald in Baden-Württemberg, wurde 1828 errichtet. Die Synagoge wurde am 10. November 1938 in Brand gesteckt und dadurch völlig zerstört.

## Geschichte
Die Gottesdienste der jüdischen Gemeinde Eichstetten wurden seit den 1760er Jahren in einem aus zwei nebeneinanderliegenden Zimmern bestehenden Betsaal in einem Privathaus abgehalten. Als die Zahl der jüdischen Gemeindeglieder anstieg, beschloss die jüdische Gemeinde den Bau einer Synagoge. Am 3. März 1828 wurde ein Kaufvertrag über ein geeignetes Grundstück im Ortskern unterschrieben, das nur wenige hundert Meter von der evangelischen Kirche entfernt und in unmittelbarer Nähe zum 1809 eingerichteten jüdischen Friedhof lag. Die Synagoge wurde nach Plänen des Architekten Christoph Arnold errichtet. Die Synagoge war ein längsrechteckiger Massivbau, der sich durch die Fassadengestaltung aus der angrenzenden Wohnbebauung heraushob. Das Portal bestand aus dorischen Säulen und Halbsäulen, es war mit einem weiten Thermenfenster überspannt. Das Mittelschiff war mit einer flachen Längstonne und die Emporen waren flach gedeckt. Die Emporen verliefen an drei Seiten der Synagoge.
Beim Novemberpogrom 1938 wurde die Synagoge von auswärtigen SA- und SS-Männern angezündet,  sie brannte völlig aus. Einen Tag danach wurde von den Ortsbewohnern auch das jüdische Badehaus zerstört und der Leichenwagen verbrannt. Die Feuerwehr durfte beim Brand der Synagoge nicht eingreifen, sondern lediglich die Nachbarhäuser beschützen. Ihre Rechnung von 900 Reichsmark musste durch die Juden bezahlt werden, die noch in Eichstetten lebten.

## Architektenpläne

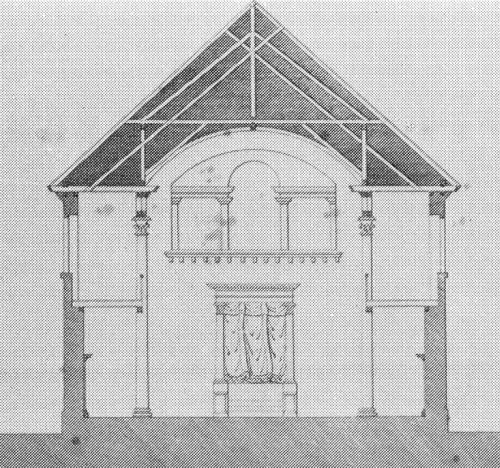
Querschnitt
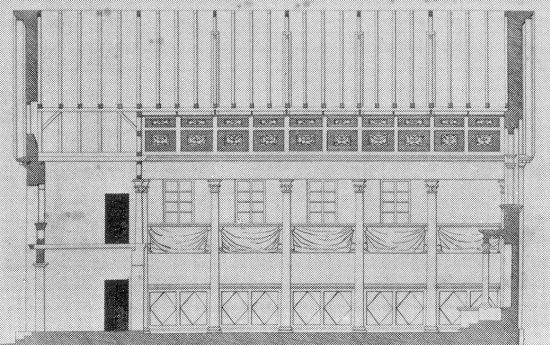
Längsschnitt
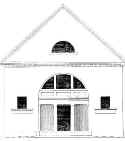
Westfassade
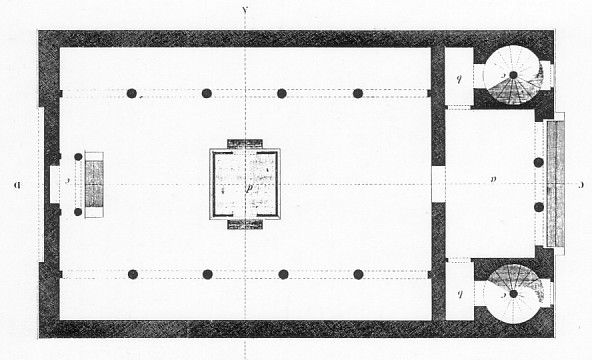
Grundriss